# بطولة تونس لكرة السلة للرجال 2014–15
بطولة تونس لكرة السلة للرجال 2014–15 هو الموسم رقم 60 من بطولة تونس لكرة السلة للرجال.

فاز بهذا الموسم النادي الأفريقي.

## روابط خارجية
- الموقع الرسمي للجامعة التونسية لكرة السلة.